# Selbergsche Spurformel
In der harmonischen Analysis, einem Teilgebiet der Mathematik, stellen Selbergsche Spurformeln einen Zusammenhang zwischen der Spur gewisser Operatoren und einer Summe geometrischer Terme her.
Während die Berechnung der Eigenwerte eines Differentialoperators oft unzugänglich ist, kann mit den Spurformeln zumindest eine Aussage über die Summe der Eigenwerte getroffen werden. Insbesondere der von Selberg ausgearbeitete Fall des Laplace-Beltrami-Operators lokal symmetrischer Räume vom Rang 1 hat Anwendungen in der analytischen Zahlentheorie, Darstellungstheorie und Differentialgeometrie.
Die allgemeinere Arthur-Selberg-Spurformel spielt eine wichtige Rolle im Langlands-Programm.

## Allgemeine Spurformel
Sei {\displaystyle \Gamma } ein kokompaktes Gitter in einer lokalkompakten Gruppe {\displaystyle G}.
Für eine Testfunktion {\displaystyle f\in C_{unif}^{2}(G)} und eine Darstellung {\displaystyle \pi \colon G\to End(L^{2}(\Gamma \backslash G))} von {\displaystyle G} definiert 
{\displaystyle \pi (f):=y\mapsto \int _{G}f(y)\pi (y)dy}
einen Spurklasseoperator auf dem Hilbert-Raum {\displaystyle L^{2}(\Gamma \backslash G)}.
Sei insbesondere {\displaystyle R} die rechtsreguläre Darstellung, also die unitäre Darstellung von {\displaystyle G} durch Rechtstranslationen auf dem Hilbertraum {\displaystyle L^{2}(\Gamma \backslash G)}.
Dann kann man die Spur dieses Operators ausdrücken durch
{\displaystyle \mathrm {Spur} (R(f))=\sum _{\left[\gamma \right]}\mathrm {vol} (\Gamma _{\gamma }\backslash G_{\gamma })O_{\gamma }(f)},
wobei rechts über alle Konjugationsklassen summiert wird, {\displaystyle \Gamma _{\gamma }} und {\displaystyle G_{\gamma }} die Zentralisatoren von {\displaystyle \gamma } in {\displaystyle \Gamma } bzw. {\displaystyle G} sind, und das Orbitintegral {\displaystyle O_{\gamma }(f)} durch
{\displaystyle O_{\gamma }(f)=\int _{G_{\gamma }/G}f(x^{-1}\gamma x)dx}
definiert ist. (Mittels Fourier-Inversion kann dieses Orbitintegral durch Charaktere ausgedrückt werden.)
Nach dem Satz von Gelfand, Graev und Piatetski-Shapiro hat die rechtsreguläre Darstellung eine Zerlegung als direkte Summe irreduzibler Darstellungen. Für eine irreduzible Darstellung {\displaystyle \pi } bezeichne {\displaystyle N_{\Gamma }(\pi )} ihre Vielfachheit in {\displaystyle L^{2}(\Gamma \backslash G)}. Damit ergibt sich die Spurformel
{\displaystyle \sum _{\pi }N_{\Gamma }(\pi )\mathrm {Spur} (\pi (f))=\sum _{\left[\gamma \right]}\mathrm {vol} (\Gamma _{\gamma }\backslash G_{\gamma })O_{\gamma }(f)}.
Der linke Ausdruck wird als die spektrale Seite der Spurformel bezeichnet, der rechte Ausdruck als die geometrische Seite der Spurformel.

## Spezielle symmetrische Räume
Damit die allgemeine Spurformel nützlich ist, muss man die Distributionen {\displaystyle \mathrm {Spur} (\pi (f))} und {\displaystyle O_{\gamma }(f)} verstehen und in differentialgeometrischen Größen ausdrücken können. Dies ist insbesondere möglich für symmetrische Räume vom Rang 1, wo der Laplace-Operator (und seine Vielfachen) die einzigen invarianten Differentialoperatoren sind.
Im Folgenden bezeichne {\displaystyle 0=\lambda _{0}<\lambda _{1}\leq \ldots \leq \lambda _{j}\leq } die Eigenwerte des Laplace-Beltrami-Operators auf einer kompakten Riemannschen Mannigfaltigkeit. Wir verwenden {\displaystyle \rho _{j}={\sqrt {\lambda _{j}+{\frac {1}{4}}}}}, womit {\displaystyle \sum _{j=0}^{\infty }f(\rho _{j})=\mathrm {Spur} (f({\sqrt {\Delta +{\frac {1}{4}}}}))} ist.

### Kompakte Gruppen
Für eine kompakte Gruppe {\displaystyle K} mit neutralem Element {\displaystyle e} stimmt die Dimension einer Darstellung mit ihrer Vielfachheit in der regulären Darstellung überein und man erhält durch direkte Anwendung der allgemeinen Spurformel 
{\displaystyle f(e)=\sum _{\tau \in {\widehat {K}}}\dim(\tau )\mathrm {Spur} (\tau (f))}.
Für den Kreis {\displaystyle S^{1}=\mathbb {R} /\mathbb {Z} } gilt die Poissonsche Summenformel: für eine schnell fallende Funktion {\displaystyle f} und ihre Fourier-Transformierte {\displaystyle {\widehat {f}}} gilt
{\displaystyle \sum _{n\in \mathbb {Z} }f(n)=\sum _{n\in \mathbb {Z} }{\widehat {f}}(n)=\sum _{n\in \mathbb {Z} }\int _{-\infty }^{\infty }f(x)e^{-2\pi inx}dx}.
Das stellt einen Zusammenhang zwischen den Längen {\displaystyle n} der geschlossenen Geodäten und den Eigenwerten {\displaystyle 4\pi ^{2}n^{2}} des Laplace-Operators her. Man kann dies als eine Variante der Spurformel ansehen: auf der linken Seite steht ein geometrischer Term, auf der rechten Seite ein spektraler Term.

### Die Sphäre
Für {\displaystyle S^{2}=SO(3)/SO(2)} sind die Eigenwerte des Laplace-Beltrami-Operators {\displaystyle l(l+1)} mit Vielfachheit {\displaystyle 2l+1}, wobei {\displaystyle l} alle ganzen Zahlen durchläuft. Mit der Poissonschen Summenformel erhält man
{\displaystyle \sum _{j=0}^{\infty }f(\rho _{j})=\sum _{n=0}^{\infty }(-1)^{n}\int _{\mathbb {R} }\vert x\vert f(x)e^{2\pi inx}dx}.
Die rechte Seite lässt sich geometrisch interpretieren als von den Längen {\displaystyle 2\pi n} geschlossener Geodäten abhängende Reihe.

### Hyperbolische Flächen
Zur Formulierung der Spurformel verwendet man eine (beliebige) analytische Funktion {\displaystyle h\colon \mathbb {R} \to \mathbb {R} } mit {\displaystyle \vert h(x)\vert =O(\vert x\vert ^{-2-\delta })} für ein {\displaystyle \delta >0} und {\displaystyle x\to \pm \infty }. Mit einer solchen Funktion kann man die Spurformel für kokompakte Gitter in {\displaystyle G=PSL(2,\mathbb {R} )} wie folgt formulieren:
{\displaystyle \sum _{j=0}^{\infty }f(\rho _{j})={\frac {\mathrm {vol} (\Gamma \backslash \mathbb {H} ^{2})}{4\pi }}\int _{-\infty }^{\infty }x\,f(x)\tanh(\pi x)\,dx+\sum _{\{\gamma \}\not =1}{\frac {\log N(\gamma _{0})}{N(\gamma )^{\frac {1}{2}}-N(\gamma )^{-{\frac {1}{2}}}}}{\widehat {f}}(\log N(\gamma )),}
wobei auf der rechten Seite über alle Konjugationsklassen von Elementen {\displaystyle \gamma \in \Gamma } summiert wird, {\displaystyle \gamma _{0}} die zugehörige primitive Transformation bezeichnet, und {\displaystyle N(\gamma )} die Norm von {\displaystyle \gamma } bezeichnet. Die rechte Seite lässt sich geometrisch interpretieren, weil {\displaystyle \log N(\gamma )} die Länge der {\displaystyle \gamma } entsprechenden geschlossenen Geodäten in {\displaystyle \Gamma \backslash \mathbb {H} ^{2}} ist.
Wegen der Kompaktheit der Fläche {\displaystyle \Sigma _{g}=\Gamma \backslash PSL(2,\mathbb {R} )/PSO(2)} bilden die Eigenwerte des Laplace-Operators eine diskrete Menge. Es gibt eine kompliziertere, das kontinuierliche Spektrum berücksichtigende, Formel für nichtkompakte hyperbolische Flächen endlichen Volumens.
Als Folgerung erhält man beispielsweise Weyls asymptotisches Gesetz für die Verteilung der Eigenwerte.

### Symmetrische Räume vom Rang 1
Sei {\displaystyle G/K} ein symmetrischer Raum nichtkompakten Typs vom Rang 1, d. h. {\displaystyle \mathrm {dim} (A)=1} für die Iwasawa-Zerlegung {\displaystyle G=KAN}. Sei {\displaystyle M} der Zentralisator von {\displaystyle A} in {\displaystyle G} und {\displaystyle P=MAN} eine parabolische Untergruppe. Für eine Darstellung {\displaystyle \sigma \in {\widehat {M}}} mit Darstellungsraum {\displaystyle V_{\sigma }} sei {\displaystyle {\mathcal {H}}_{\sigma }} der Hilbert-Raum der {\displaystyle L^{2}}-Funktionen {\displaystyle f\colon K\to V_{\sigma }} mit {\displaystyle f(km)=\sigma (m)^{-1}f(k)}. Für {\displaystyle f\in {\mathcal {H}}_{\sigma }} definiere {\displaystyle f_{\lambda }(k\exp(tH)n)=e^{-(i\lambda +\rho )t}f(k)}. Dann definiert {\displaystyle (\pi _{\sigma ,\lambda }(g)f)(k)=f_{\lambda }(g^{-1}k)} eine Darstellung von {\displaystyle G} auf {\displaystyle {\mathcal {H}}_{\lambda }}.
Aus der allgemeinen Spurformel folgt zunächst für {\displaystyle f\in C_{c}^{\infty }(G)}
{\displaystyle \sum _{\pi }N_{\Gamma }(\pi )\mathrm {Spur} (\pi (f))=\mathrm {vol} (\Gamma \backslash G/K)f(e)+\sum _{\left\{\gamma \right\}\not =\left\{e\right\}}{\frac {1}{2\pi }}{\frac {l(\gamma )}{D(\gamma )}}\sum _{\sigma \in {\widehat {M}}}{\overline {\mathrm {Spur} (\sigma (\gamma ))}}\int _{R}\mathrm {Spur} (\pi _{\sigma ,\lambda }(f))e^{-il(\gamma )\lambda }d\lambda },
wobei über die Konjugationsklassen {\displaystyle \left\{\gamma \right\}} summiert wird und {\displaystyle D(\gamma )} durch {\displaystyle D(\gamma )=e^{-l(\gamma )\rho }\vert \det(Ad(m_{\gamma }a_{\gamma })\vert _{\mathfrak {n}}-Id)\vert } definiert ist.
Dann hat man die Spurformel
{\displaystyle \sum _{j=0}^{\infty }f({\sqrt {\lambda _{j}-\vert \rho \vert ^{2}}})=\mathrm {vol} (\Gamma \backslash G/K)\int _{\mathbb {R} }f(\lambda )\beta (\lambda )d\lambda +\sum _{\left\{\gamma \right\}\not =\left\{e\right\}}{\frac {l(0)}{D(\gamma )}}{\hat {f}}(l(\gamma ))}.